# Lasiochalcidia cincticornis
Lasiochalcidia cincticornis är en stekelart som först beskrevs av Walker 1871.  Lasiochalcidia cincticornis ingår i släktet Lasiochalcidia och familjen bredlårsteklar. Inga underarter finns listade i Catalogue of Life.